# Erythroxylum paraguariense
Erythroxylum paraguariense är en tvåhjärtbladig växtart som först beskrevs av Robert Hippolyte Chodat och Hassl., och fick sitt nu gällande namn av Otto Eugen Schulz. Erythroxylum paraguariense ingår i släktet Erythroxylum och familjen Erythroxylaceae. Inga underarter finns listade i Catalogue of Life.